# Tiled web map

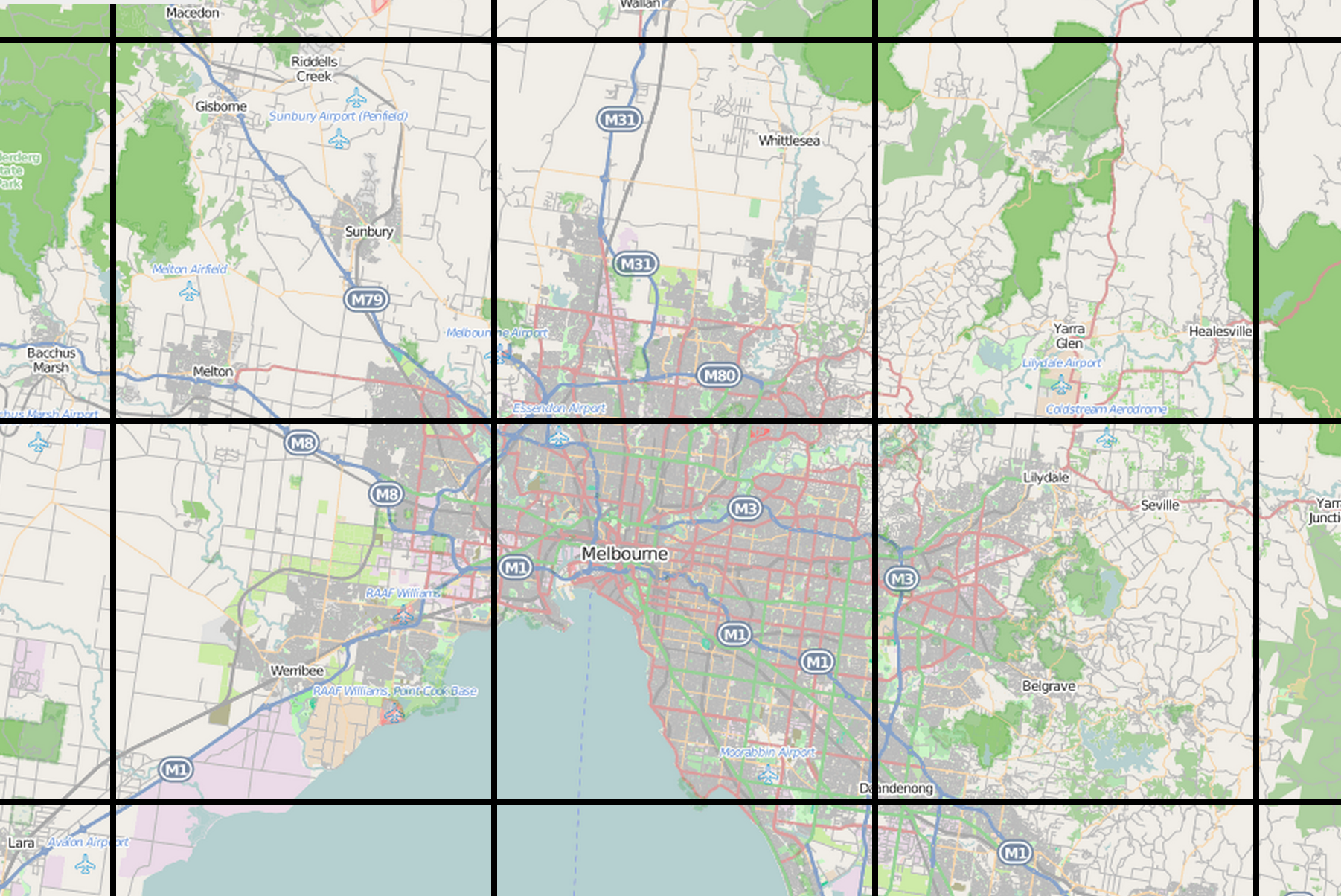
Een overdrijving van een getegelde webkaart, in dit geval de standaard OpenStreetMap-stijl in de buurt van Melbourne, Australië.

Een tiled web map of ook wel slippy map is een bepaald kaartformaat dat in een webbrowser gebruikt kan worden zonder extra software te installeren. De kaart bestaat dan uit kleine plaatjes (tiles, Engels voor tegeltjes) van meestal 256x256 pixels, die naadloos worden afgebeeld in een raster. Door met de computermuis te slepen kan het gewenste gebied worden gekozen. De plaatjes zijn meestal opgeslagen op een webserver in het internet. De eindgebruiker heeft er doorgaans geen weet van hoe de kaart wordt afgebeeld; die ziet slechts een kaart van een gebied.
Er is een voordeel aan het gebruik van tiles voor zowel de leverancier als de gebruiker. De meestgebruikte tiles zijn vaak vooraf aangemaakt zodat niet bij elk bezoek het plaatje aangemaakt dient te worden uit een enorme database van geografische elementen, waardoor het opvragen van een bepaald gebied geen zware computerinstructies vergt, wat een kostenbesparing teweeg brengt. Voor de eindgebruiker is het een goede oplossing, omdat er telkens maar een klein aantal plaatjes wordt opgehaald, zodat het een soepel interactief gedrag geeft.

## Techniek
De meeste tiles gebruiken een bepaald schema om te verwijzen naar een bepaalde tile, zoals X/Y/Z (alle gehele getallen), waarbij X een oost-west coördinaat is, Y een noord-zuid coördinaat, en Z het zoomniveau, waarbij 0 de gehele wereld afbeeldt.
De tiles kunnen een vooraf getekend JPG- of PNG-bestand zijn (in dat geval spreekt met van raster) of een pakketje data in een bestand dat pas in de browser van de eindgebruiker getekend wordt (een vectorbestand). Het voordeel van een rasterbestand is de eenvoud van het afbeelden. Daarentegen heeft een vectorbestand de mogelijkheid om zelf de kaartstijl zoals kleuren en lijndikte te bepalen.
De gebruikte kaartprojectie is vaak de Mercatorprojectie, die een waarheidsgetrouwe afbeelding van een gebied geeft wanneer er voldoende is ingezoomd. Voor wegenkaarten en vaarkaarten is dat geen probleem, echter bij uitzoomen naar landniveau zijn gebieden ver van de evenaar te groot getekend.

## Geschiedenis
Google was in 2005 met het product Google Maps een van de eerste bedrijven die deze techniek introduceerde. Inmiddels hebben alle online kaartleveranciers zoals OpenStreetMap, TomTom een of meerdere varianten van een dergelijke dienst.